# ВМ МП-УОС
ВМ МП-УОС — глибока модернізація гвинтівки Мосіна зразка 1891/1930 років розроблена в 2015 році фахівцями ДП «Укроборонсервіс» (дочірнє підприємство «Укрспецекспорт» концерну «Укроборонпром»)
. Демонстрація дослідного зразка була проведена 13 листопада 2015 року. Передача першої дослідної партії на випробування Національної гвардії України — 18 березня 2016 року.

## Конструкція
Гвинтівка ВМ МП-УОС може бути оснащена оптичним прицілом і складаними телескопічними сошками Harris S-BR. У ході модернізації була збільшена дальність стрільби та зменшена віддача при стрільбі. Крім цього, за рахунок встановлення глушника звук пострілу буде істотно зменшений, що дозволить застосовувати зброю приховано.
В підсумку, в конструкцію оригінальної гвинтівки були внесені такі зміни:
- Демонтовані механічні прицільні пристосування.
- Дерев'яна ложа замінена ложею, виготовленою з алюмінієвого сплаву та полімерних матеріалів, пістолетним руків'ям й регульованим прикладом.
- Невід'ємний магазин замінений від'ємним коробчатим магазином з однорядним розташуванням патронів.
- На дульній частині ствола зроблена різьба для установки дульного гальма-компенсатора або глушника ПЗРЗП М14х1(л).
- На верхній частині ствольної коробки встановлена універсальна прицільна планка Пікатінні для кріплення оптичних або нічних прицілів.
- Гвинтівка комплектується глушником,складаними телескопічними сошками та оптичним прицілом.

Заявлена відстань прямого пострілу для головної фігури (висота 30 см) заявлена 350 м, для грудної фігури (висота 50 см) — 430 м, рухомої фігури (висота 150 см) — 640 м. Прицільна дальність заявлена 1100—1200 м.

## Історія
Демонстрація дослідного зразка відбулась 13 листопада 2015 року.
18 березня 2016 року секретар РНБО Олександр Турчинов передав експериментальну партію з 10 гвинтівок «Центру підготовки снайперів» Національної гвардії України.

## Галерея

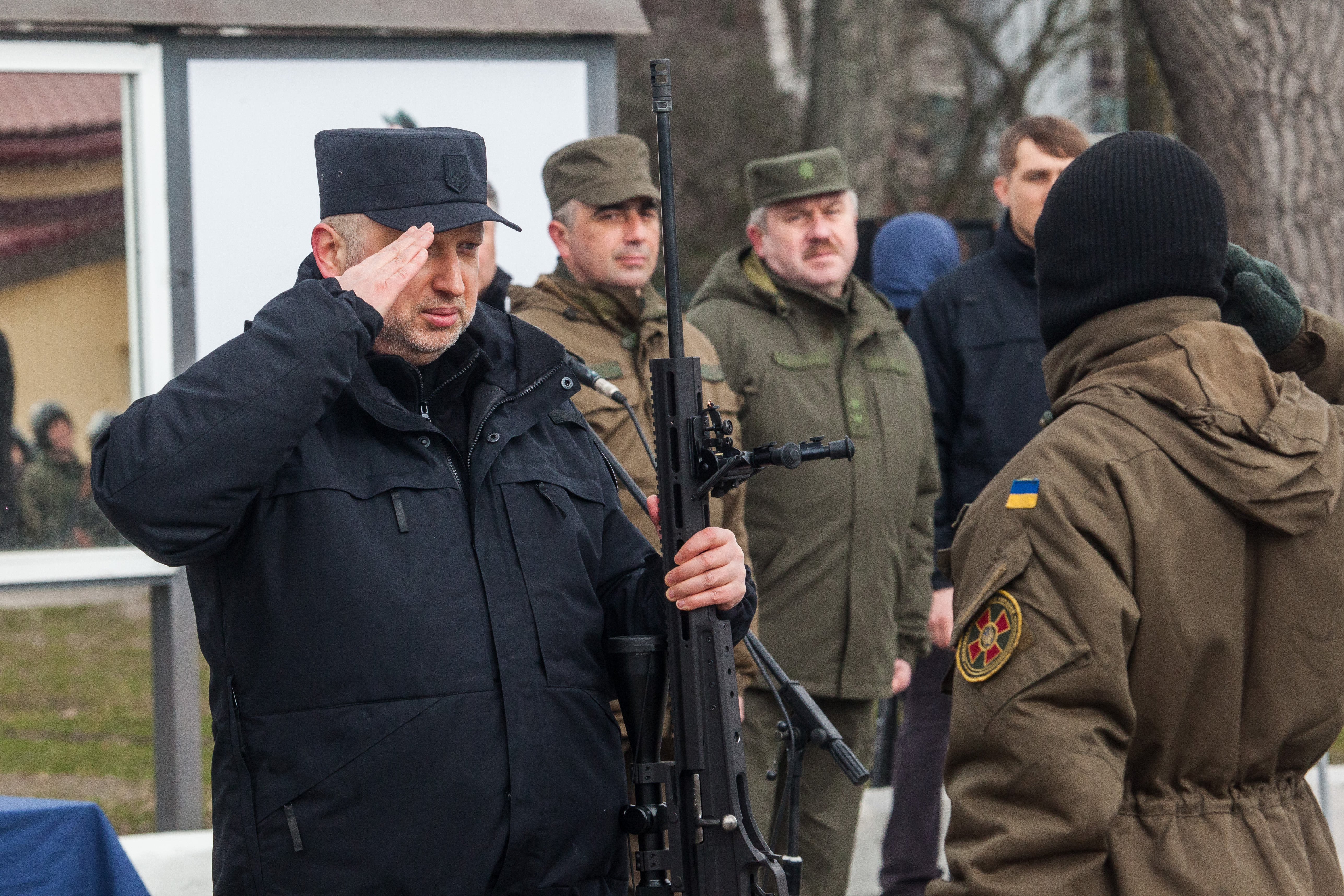
Вручення гвинтівок нацгвардійцям в 2016
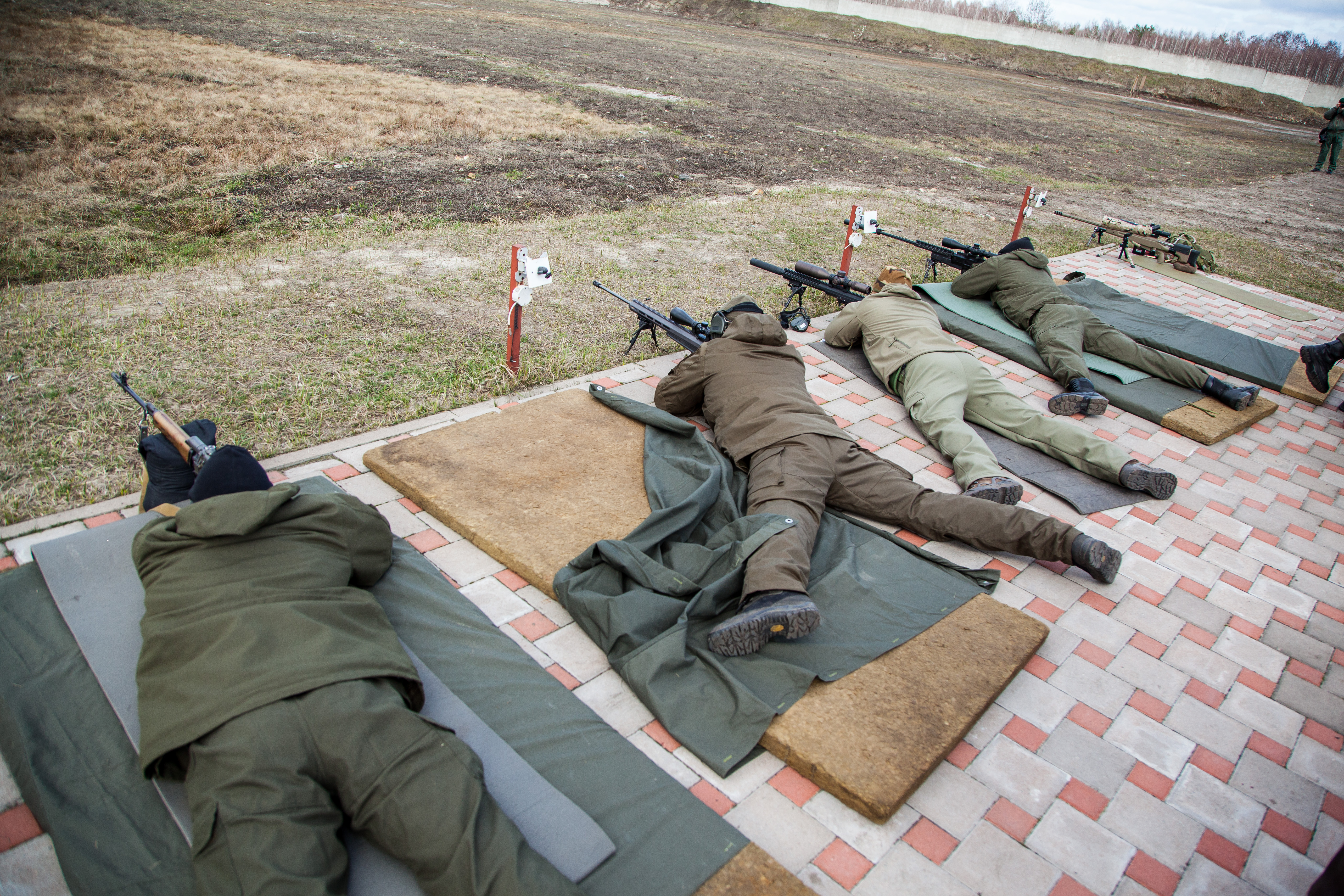
Практика нацгвардійців